# Chinese fluitlijster
De Chinese fluitlijster (Myophonus caeruleus) is een zangvogel uit de familie Muscicapidae (vliegenvangers).

## Verspreiding en leefgebied
Deze soort telt 6 ondersoorten:
- M. c. temminckii:  van de bergen van centraal Azië tot het westelijke deel van Centraal-China en noordoostelijk Myanmar.
- M. c. caeruleus: centraal en oostelijk China.
- M. c. eugenei: van centraal Myanmar tot oostelijk Thailand, zuidelijk China en noordelijk en centraal Indochina.
- M. c. crassirostris: zuidoostelijk Thailand, Cambodja en noordelijk en centraal Maleisië.
- M. c. dichrorhynchus: zuidelijk Maleisië en Sumatra.
- M. c. flavirostris: Java.